# Letonice
Letonice (deutsch Letonitz, früher Lettonitz) ist eine Gemeinde in Tschechien. Sie liegt sieben Kilometer nordöstlich von Slavkov u Brna und gehört zum Okres Vyškov.

## Geographie

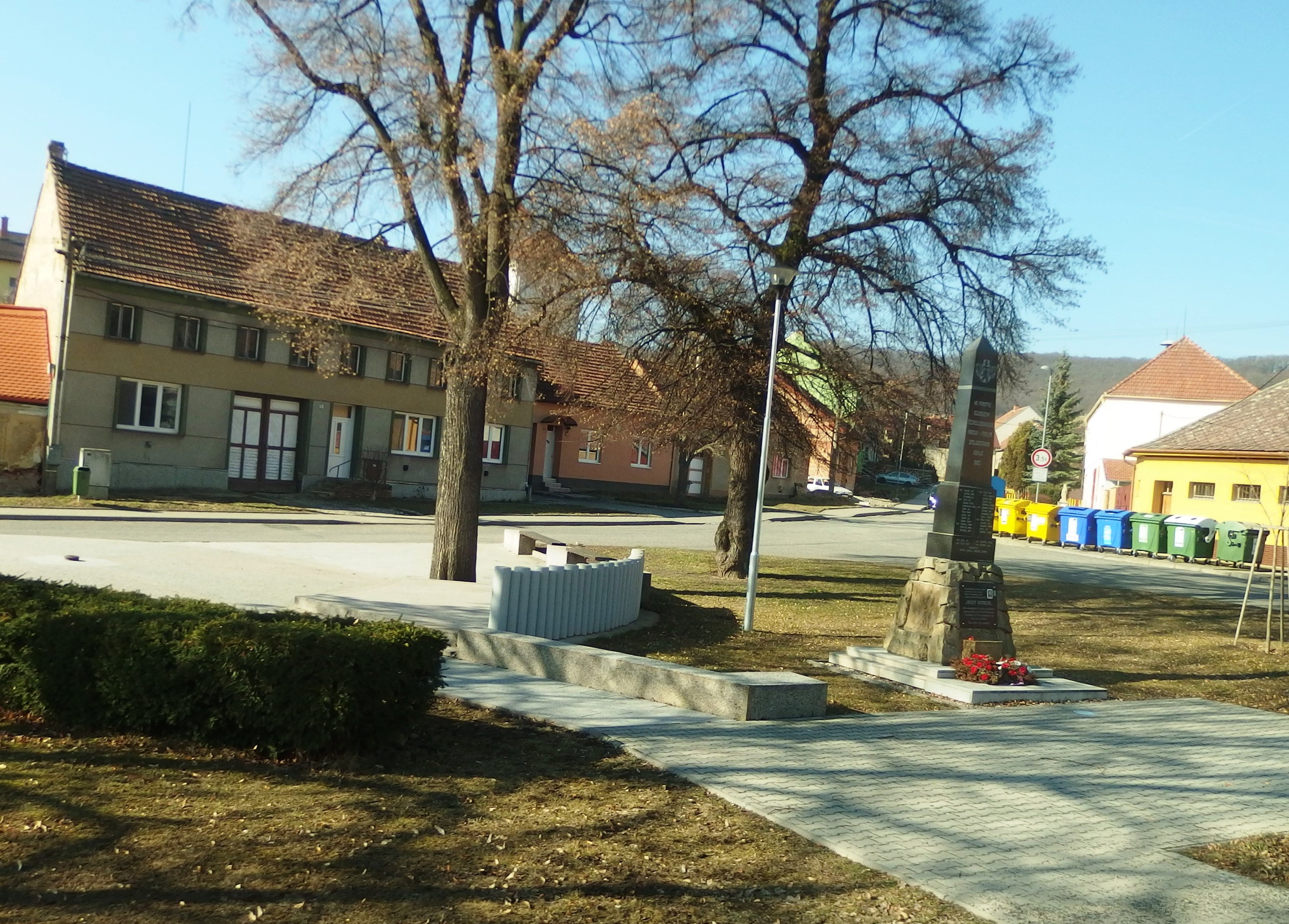
Letonice, Dorfplatz

Letonice befindet sich rechtsseitig über dem Tal des Baches Letonický potokin in den westlichen Ausläufern der Litenčická pahorkatina. Nördlich erheben sich der Lysovický kopec (323 m) und der Větrník (Windberg, 394 m), nordöstlich der Malý Povětrník (316 m), im Osten die Výrová (305 m), westlich die Rohoza (317 m) und der Hájek (382 m). Westlich von Letonice befindet sich der Wallfahrtsort Lutršték.
Nachbarorte sind Lysovice im Norden, Kučerov, Bohdalice, Kozlany und Bohaté Málkovice im Nordosten, Kojátky im Osten, Černčín und Bučovice im Südosten, Marefy und Křižanovice im Süden, Hodějice und Němčany im Südwesten, Lutršték und Kroužecký Dvůr im Westen sowie Kroužek, Čechyně und Dražovice im Nordwesten.

## Geschichte
Archäologische Funde auf dem Gebiet der Gemeinde lassen sich bis zur Kupfersteinzeit datieren. Besondere Bedeutung haben einmalige Keramikfunde aus dem Jahre 1931, die als Krug Lettonitzer Typs (džbánek letonického typu) Bekanntheit erlangten.
Die ersten Erwähnungen von Neteludich fallen in die Zeit zwischen  1186 und 1265. Der Name des Dorfes leitet sich vom Personennamen Letoň her. Erstmals urkundlich genannt wurde das Dorf im Jahre 1235, als Markgraf Přemysl die Ländereien um Neteludich dem Augustinerkloster in Doubravník schenkte. Dabei wurde auch die Pfarre und der Hof genannt. 1278 wurde das Dorf als Letonycze bezeichnet, im Jahre 1547 als Letonicze und 1846 als Lettonitz. Im Jahre 1350 erwarb das Zisterzienserinnenkloster Porta Coeli den Besitz. 1374 verkauften die Zisterzienserinnen die Güter an den Vladiken Mikuláš Dítět von Ohrozim. Dieser überließ 1378 mit Bewilligung des Markgrafen Jobst die Hälfte des Dorfes dem Kloster des hl. Michael in Brünn. In dieser Zeit entstanden um den Hof die neuen Ortslagen Kopaniny, Chalópky, Vápenice, U Myslivárni, Větřák, Vévoz und Na Bařině. Zum Ende des 15. Jahrhunderts entstanden in der Umgebung von Letonice Fischteiche. 1494 verglichen sich die Kropáč von Nevědomí auf Bučovice von Vratislav von Pernstein wegen der Anlegung von zwei neuen Teichen. Nach dem Untergang des Dominikanerklosters fielen dessen Güter Jan Petrovský von Hrochov zu, der den Besitz 1512 Wilhelm II. von Pernstein überließ. Sein Sohn Johann von Pernstein vermachte Letonice im Jahre 1536 an Jan von Zdenín. 1567 überschrieb Jan d. J. Dubčanský von Zdenín Letonice mit allem Zubehör an Jaroš von Zástřizl. Im Jahre 1584 wurde Johanka von Drnovice Besitzerin der Güter. Sie verstarb zehn Jahre später und vermachte ihre Güter an Václav Morkovský von Zástřizl, der sie seiner Frau Kunca von Skorotín überließ. 1595 wurde Letonice im Zuge des Schuldenausgleichs der Pernsteiner für 10000 Gulden an Václav Morkovský von Zástřizl verkauft. Bis zur Schlacht am Weißen Berg hielten die Herren von Zástřizl den Besitz. Zu Letonice gehörte zu dieser Zeit neben dem Dorf, der Feste am Větrník, zwei Vorwerkshöfen und der Schäferei auch das Kirchpatronat. Zwischen 1619 und 1630 gehörten die Güter Heinrich Matthias von Thurn. Letonice wurde während des Dreißigjährigen Krieges von den Schweden niedergebrannt und verödete. In der Mitte des 17. Jahrhunderts erwarben die Grafen von Kaunitz das Dorf und schlossen es an die Herrschaft Austerlitz an. In den 98 Häusern des Ortes lebten zu dieser Zeit 542 Personen.
Nach der Aufhebung der Patrimonialherrschaften bildete Letonice ab 1850 eine Gemeinde in der Bezirkshauptmannschaft Wischau. 1887 wurde am Hájek ein Schatz mit 1000 Silbermünzen gefunden. Zwischen 1949 und 1959 gehörte Letonice zum Okres Slavkov und kam nach dessen Aufhebung wieder zum Okres Vyškov zurück.

## Gemeindegliederung
Für die Gemeinde Letonice sind keine Ortsteile ausgewiesen.

## Sehenswürdigkeiten

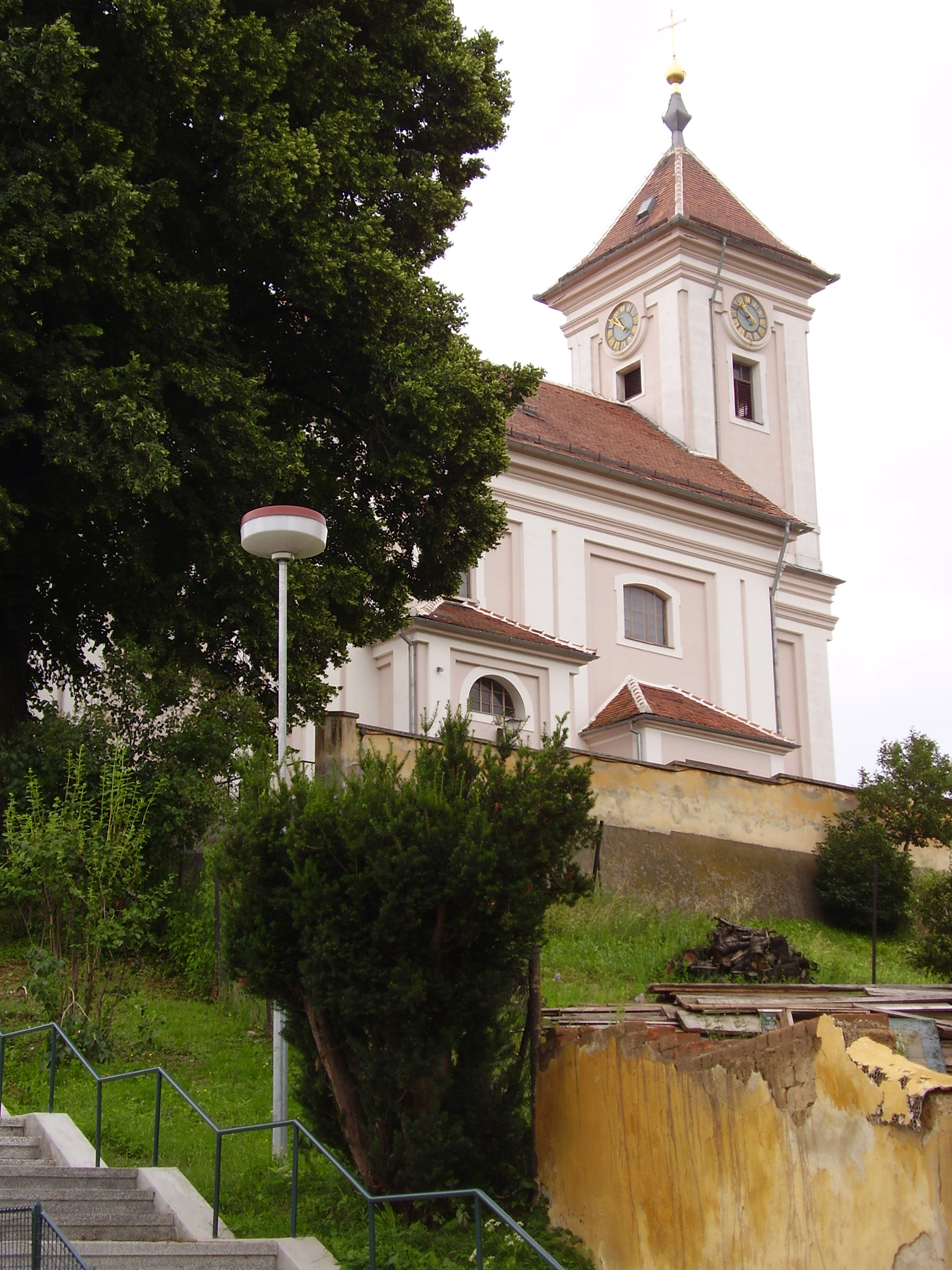
Pfarrkirche in Letonice

- Pfarrkirche des hl. Nikolaus, seit 1235 ist in Letonice eine Pfarre und seit 1350 die Kirche nachweisbar
- Barocke Kapelle der Sieben Schmerzen Mariens, erbaut im letzten Drittel des 18. Jahrhunderts
- Kapelle des hl. Florian
- Statue des hl. Johannes von Nepomuk, geschaffen im 19. Jahrhundert
- Statue des hl. Josef, aus dem 19. Jahrhundert
- Denkmal für die Opfer beider Weltkriege
- Nationales Naturreservat Větrníky, nördlich des Dorfes am Südwesthang des Větrník
- Naturdenkmal Člupy, südlich des Ortes